# 아이 엠 낫 유어 니그로
《아이 엠 낫 니그로》(영어: I Am Not Your Negro)는 2016년 공개된 미국, 프랑스, 벨기에, 스위스의 영화이다. 감독 라울 펙이 제임스 볼드윈이 미국 흑인 민권 운동의 상징적인 세 인물 메드가 에버스 (Medgar Wiley Evers), 맬컴 엑스, 마틴 루터 킹 주니어의 발자취를 기록한 1979년 미완결 수필인 "이 집을 기억하라"(Remember this house)를 원작으로 만든 작품이다. 1963년 메드가 에버스, 1965년 맬컴 엑스, 그리고 1968년 마틴 루터 킹 주니어의 암살이 중심 내용이며, 대중 매체 및 영화가 ‘니그로’(검둥이)라는 비하 표현의 재생산에 미치는 영향 등을 다루고 있다.

## 출연진
- 사무엘 L. 잭슨 - 내레이션
- 제임스 볼드윈
- 마틴 루터 킹
- 메드가 에버스
- 맬컴 엑스
- 해리 벨라폰테

## 수상
2016년 12월 로스앤젤레스 영화 비평가 협회상의 다큐멘터리 부분에서 수상했다. 2018년 2월 영국 영화 텔레비전 예술 아카데미에서 시상하는 제71회 영국 아카데미 영화상에서 최고 다큐멘터리 상을 수상했다.

## 같이 보기
- 증오범죄
- 인권
- Black Lives Matter

### 소셜 미디어
- 아이 엠 낫 유어 니그로 - 페이스북
- 아이 엠 낫 유어 니그로 - 인스타그램
- 아이 엠 낫 유어 니그로 - X

### 공식 웹사이트
- 아이 엠 낫 유어 니그로 - 공식 웹사이트
- (영어) 아이 엠 낫 유어 니그로 - 공식 웹사이트
- (일본어) 아이 엠 낫 유어 니그로 - 공식 웹사이트

### 영화 정보
- (영어) 아이 엠 낫 유어 니그로 - 인터넷 영화 데이터베이스